# Fort-de-France
Fort-de-France es una ciudad y comuna francesa situada en la colectividad territorial de Martinica. Se conoce a sus habitantes como Foyaleses.

## Geografía
Es un municipio muy extenso, ya que algunos de sus barrios (como Balata) se encuentran muy alejados del centro de la localidad. La topografía es muy variada: se pasa de una zona llana frente al mar a una zona muy montañosa en el interior.

### Clima
| Parámetros climáticos promedio de Fort-de-France (1981–2010) | Parámetros climáticos promedio de Fort-de-France (1981–2010) | Parámetros climáticos promedio de Fort-de-France (1981–2010) | Parámetros climáticos promedio de Fort-de-France (1981–2010) | Parámetros climáticos promedio de Fort-de-France (1981–2010) | Parámetros climáticos promedio de Fort-de-France (1981–2010) | Parámetros climáticos promedio de Fort-de-France (1981–2010) | Parámetros climáticos promedio de Fort-de-France (1981–2010) | Parámetros climáticos promedio de Fort-de-France (1981–2010) | Parámetros climáticos promedio de Fort-de-France (1981–2010) | Parámetros climáticos promedio de Fort-de-France (1981–2010) | Parámetros climáticos promedio de Fort-de-France (1981–2010) | Parámetros climáticos promedio de Fort-de-France (1981–2010) | Parámetros climáticos promedio de Fort-de-France (1981–2010) |
| Mes                                                          | Ene.                                                         | Feb.                                                         | Mar.                                                         | Abr.                                                         | May.                                                         | Jun.                                                         | Jul.                                                         | Ago.                                                         | Sep.                                                         | Oct.                                                         | Nov.                                                         | Dic.                                                         | Anual                                                        |
| ------------------------------------------------------------ | ------------------------------------------------------------ | ------------------------------------------------------------ | ------------------------------------------------------------ | ------------------------------------------------------------ | ------------------------------------------------------------ | ------------------------------------------------------------ | ------------------------------------------------------------ | ------------------------------------------------------------ | ------------------------------------------------------------ | ------------------------------------------------------------ | ------------------------------------------------------------ | ------------------------------------------------------------ | ------------------------------------------------------------ |
| Temp. máx. abs. (°C)                                         | 31.5                                                         | 32.1                                                         | 33.6                                                         | 33.0                                                         | 33.9                                                         | 33.6                                                         | 33.6                                                         | 33.0                                                         | 33.8                                                         | 33.0                                                         | 32.1                                                         | 31.3                                                         | 33.9                                                         |
| Temp. máx. media (°C)                                        | 27.5                                                         | 27.8                                                         | 28.5                                                         | 29.4                                                         | 29.8                                                         | 29.5                                                         | 29.5                                                         | 30.0                                                         | 30.3                                                         | 30.0                                                         | 29.0                                                         | 28.1                                                         | 29.1                                                         |
| Temp. media (°C)                                             | 24.7                                                         | 24.7                                                         | 25.2                                                         | 26.1                                                         | 26.7                                                         | 26.8                                                         | 26.7                                                         | 27.0                                                         | 27.2                                                         | 26.9                                                         | 26.2                                                         | 25.3                                                         | 26.1                                                         |
| Temp. mín. media (°C)                                        | 21.9                                                         | 21.7                                                         | 22.0                                                         | 22.8                                                         | 23.6                                                         | 24.0                                                         | 23.9                                                         | 24.0                                                         | 24.0                                                         | 23.8                                                         | 23.4                                                         | 22.6                                                         | 23.1                                                         |
| Temp. mín. abs. (°C)                                         | 17.8                                                         | 17.3                                                         | 18.6                                                         | 18.9                                                         | 19.9                                                         | 20.0                                                         | 18.4                                                         | 19.5                                                         | 17.9                                                         | 20.2                                                         | 19.7                                                         | 17.4                                                         | 17.3                                                         |
| Lluvias (mm)                                                 | 119.5                                                        | 77.8                                                         | 74.3                                                         | 94.0                                                         | 131.5                                                        | 159.8                                                        | 219.3                                                        | 254.7                                                        | 234.5                                                        | 265.9                                                        | 254.5                                                        | 134.7                                                        | 2020.5                                                       |
| Días de lluvias (≥ 1.0 mm)                                   | 18.93                                                        | 13.60                                                        | 12.77                                                        | 11.50                                                        | 12.70                                                        | 16.43                                                        | 20.00                                                        | 19.57                                                        | 17.90                                                        | 18.17                                                        | 19.00                                                        | 17.60                                                        | 198.2                                                        |
| Horas de sol                                                 | 203.6                                                        | 198.5                                                        | 223.8                                                        | 211.3                                                        | 208.1                                                        | 191.0                                                        | 200.7                                                        | 224.5                                                        | 206.1                                                        | 182.9                                                        | 184.4                                                        | 201.8                                                        | 2436.8                                                       |
| Fuente: Météo France                                         |                                                              |                                                              |                                                              |                                                              |                                                              |                                                              |                                                              |                                                              |                                                              |                                                              |                                                              |                                                              |                                                              |

## Historia

### Elección del lugar
Mientras los caribes preferían el lado del viento (costa atlántica), la implantación de colonos franceses se desarrolla desde 1635 en la zona protegida del viento (costa caribeña). 
La presencia francesa en la isla se inicia en San Pedro, cuando se construye el fuerte San Pedro en la desembocadura del río Roxelane. Sin embargo, pronto los colonos se interesarán por "la entrada de la mayor bahía de la isla", y construyen un fuerte con empalizada al que llaman Fuerte Real. 
En un contexto de conflictos con los caribes, los holandeses y los ingleses, el asentamiento de Fort Saint Louis muestra su importancia a pesar del ambiente insalubre de las zonas pantanosas cercanas. Efectivamente, la plaza es fácil de defender y está al abrigo de las tormentas, lo que no sucede en San Pedro. Se decide pues construir una ciudad en Fort San Luis, también llamado Fuerte Real, cuya pronunciación criolla dará nombre a sus habitantes: foyaleses.

### Desarrollo de la ciudad y rivalidad con San Pedro
Sin embargo, la decisión de implantar una ciudad en un emplazamiento tan hostil no fue unánime. La movilidad del suelo perjudicaba la construcción y la proximidad de las zonas pantanosas ocasionaba fuerte mortalidad debido a la malaria. Además, diversas catástrofes naturales o humanas han afectado seriamente la ciudad en varias ocasiones:
- El 11 de enero de 1839, un terremoto arrasa la ciudad.
- El 22 de junio de 1890, un gran incendio destruye las tres cuartas partes de la ciudad colonial, la práctica totalidad de las 1600 casas de madera construidas para prevenir las consecuencias de futuros seísmos, el mercado y la catedral.
- El 18 de agosto de 1891, un ciclón se abate sobre la ciudad y ocasiona más de 400 muertes.

Por último Fort-de-France, ciudad administrativa y militar, sufre la competencia de San Pedro, más poblada y más rica gracias al comercio.
Pero, por ironías del destino, también una catástrofe natural consagrará Fort-de-France en su papel de primera ciudad de la isla: la erupción del monte Pelée, que arrasa San Pedro el 8 de mayo de 1902.

### Fuerte de Francia en elsigloXX
La erupción del monte Pelée consagrará Fuerte de Francia como ciudad de la isla. Se sanean y construyen nuevos barrios, proporcionando a la ciudad su actual aspecto.
En cuarenta años, la población se triplica, y pasa de 16.000 en 1894 a más de 52.000 en 1936, y a 66.000 en 1946 para llegar a los 94.000 en 2003, lo que es más del 40 % de los habitantes de la isla.

## Economía
Fuerte de Francia es el quinto puerto por volumen de contenedores de Francia y sede de la Cámara de Comercio. Gestiona el puerto, el aeropuerto, la Marina Pointe du Bout, la estación marítima entre las islas y el terminal de crucero de Martinica.

## Personas destacadas
- Alejandro de Beauharnais: (1760-1794), fue un aristócrata, militar y político francés,
- Aimé Césaire: (1913-2008), alcalde de la ciudad entre 1951 y 2001, y uno de los mejores escritores antillanos, además de fundador del concepto de negritud.
- René Maran: (1887-1960) fue un escritor francés originario de la Guayana Francesa.
- Patrick Chamoiseau: (1953-), escritor, Premio Goncourt en 1992.
- Frantz Fanon: (1925-1961), psiquiatra y escritor, autor de "Pieles Negras, Máscaras Blancas".
- Simon Jean-Joseph: Corredor de automóviles de Martinica, nacido en Fort-de-France el 9 de junio de 1969.

## Patrimonio
- Biblioteca Schoelcher.
- Fuerte San Luis.
- Catedral San Luis.
- Jardín de la Savane.
- Palacio de Justicia.

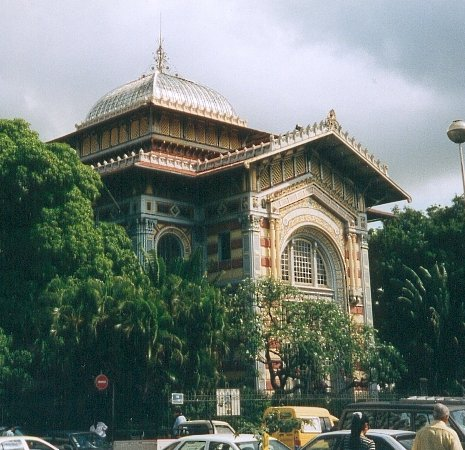
Biblioteca Schoelcher.

- Estatua de la emperatriz Josefina.
- Iglesia de Redoute.
- Basílica Montmartre de Balata.
- Parque floral.
- Musée régional d'histoire et d'ethnographie de Martinique

## Hermanamientos
- Belém  Brasil